# Marcel Meran
Marcel Meran foi um velejador francês, medalhista olímpico. Ele competiu nas provas de classe ½ – 1 Ton realizadas nos Jogos Olímpicos de Verão de 1900, conquistou a medalha de prata na segunda corrida e a medalha de bronze na primeira corrida disputada a bordo do Turquoise ao lado de Émile Michelet.